# Ischyrocnemis goesi
Ischyrocnemis goesi là một loài tò vò trong họ Ichneumonidae.